# كريس كروذر
كريس كروذر (بالإنجليزية: Chris Crowther) هو لاعب كرة الراح ‏ أمريكي، ولد في 6 نوفمبر 1978 في يوربا ليندا في الولايات المتحدة.